# Basaluzzo
Basaluzzo är en ort och kommun i provinsen Alessandria i regionen Piemonte i Italien. Kommunen hade 2 071 invånare (2018).